# Heliocypha perforata
Heliocypha perforata là loài chuồn chuồn trong họ Chlorocyphidae. Loài này được Percheron mô tả khoa học đầu tiên năm 1835.